# Santo Stefano (Campi Bisenzio)
Santo Stefano (già Santo Stefano a Campi) è una frazione del comune italiano di Campi Bisenzio, nella città metropolitana di Firenze, in Toscana.
Si tratta della più popolosa delle cinque frazioni che compongono l'agglomerato urbano di Campi Bisenzio, tant'è che costituendo il centro del comune è comunemente chiamata Campi dalla popolazione.

## Storia
L'importanza del popolo di Santo Stefano era in passato dovuta a diversi fattori, in particolare per essere sede della pieve di Santo Stefano (che allora aveva l'esclusiva del fonte battesimale), degli uffici governativi e per essere compreso nelle mura del castello, eretto dalla Repubblica Fiorentina nell'ambito della linea di difesa ad ovest della città. Tale funzione difensiva portò il Castello di Campi a subire numerose offese ed assalti da parte dei tradizionali nemici di Firenze come i lucchesi, i pisani e i Visconti. Particolarmente doloroso fu l'assalto delle milizie spagnole nell'agosto 1512, quando il castello fu conquistato, saccheggiato ed incendiato assieme alla vicina città di Prato.
La tradizione storica vuole poi che proprio nel castello di Campi sia avvenuto il fatto (1215) che doveva portare allo scoppio delle ostilità tra Guelfi e Ghibellini, ossia una semplice lite conviviale poi degenerata in una zuffa.
Il popolo di Santo Stefano era il più popoloso della comunità e quello col territorio più esteso; si ha traccia della Pieve dal IX secolo, anche se alcuni storici l'hanno datata anche al V secolo.
Con il passare del pericolo di guerre, il borgo di Santo Stefano uscì dalle mura medievali, poi demolite intorno al 1830 (ne resta solo un tratto a nord) e col tempo si crearono alcuni sobborghi (Le Corti, Il Mulinaccio, Pelacane, Le Lame etc...), per poi assistere dall'inizio del XX secolo ad un vero e proprio boom edilizio, iniziato intorno al 1910 con la costruzione del rione delle Case Nove, che ha portato alla fusione con i sobborghi e i rioni delle immediate vicinanze.

## Monumenti e luoghi d'interesse
Tra le testimonianze artistiche più importanti del capoluogo vanno ricordate, oltre alla citata pieve di Santo Stefano, anche il Palazzo Spartaco Conti (di origine medievale e fino al 1939 sede del comune); la Villa Rucellai; i residui delle Mura Medievali; la Villa Montalvo ed il Teatro Dante.

## Galleria d'immagini

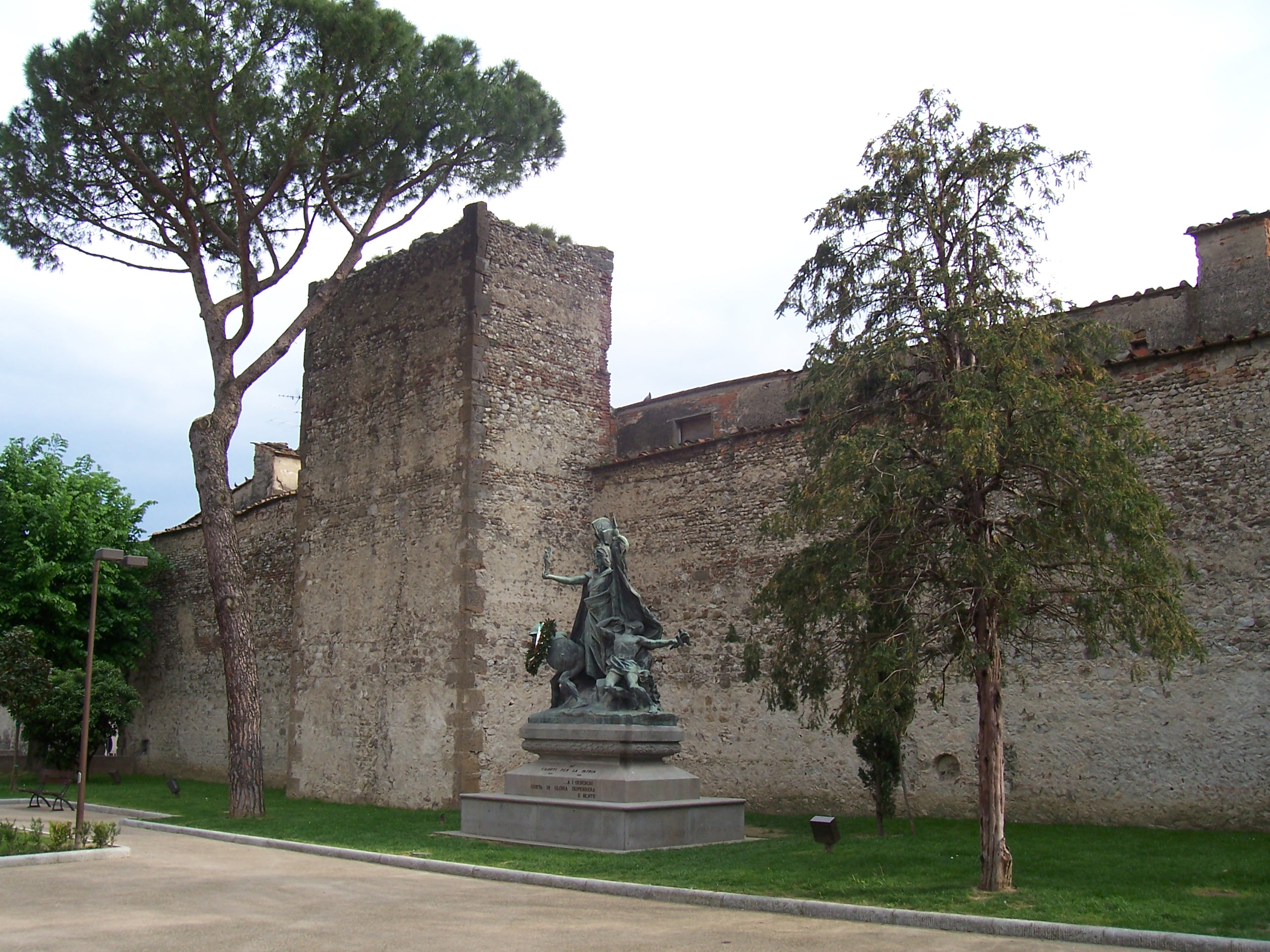
Le mura medievali
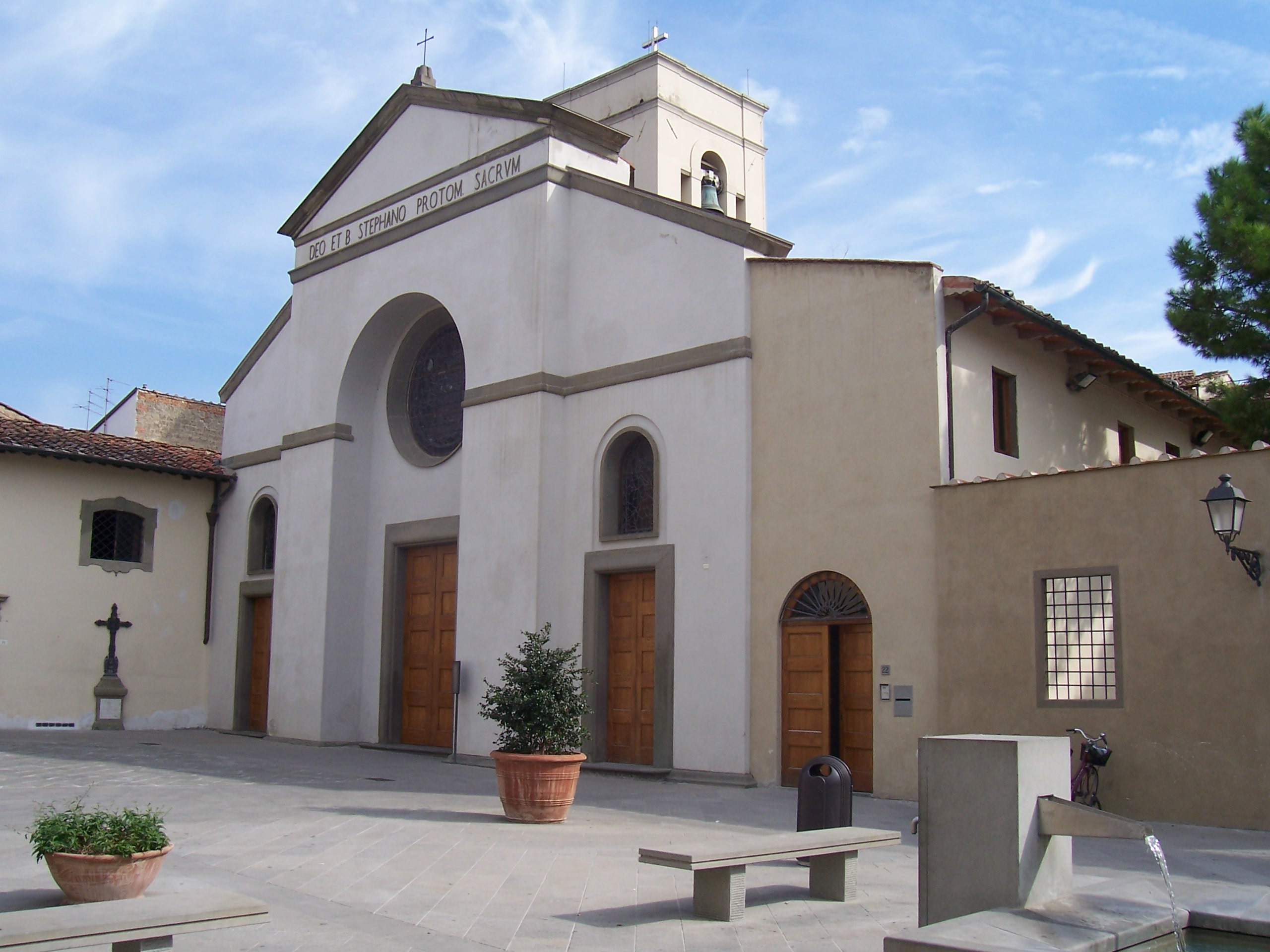
La pieve di Santo Stefano
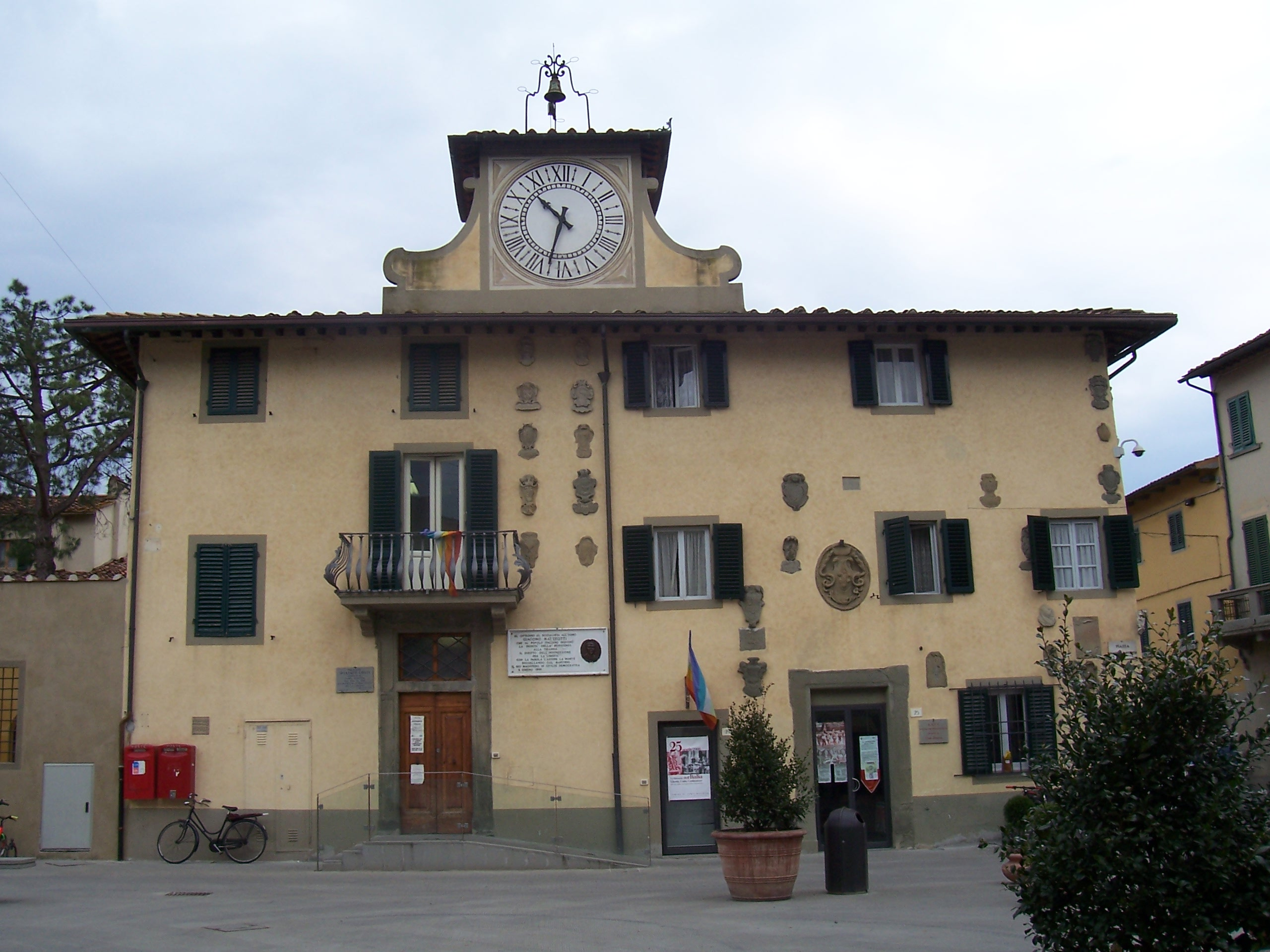
Palazzo Spartaco Conti